# Calliopsis rhodophila
Calliopsis rhodophila là một loài Hymenoptera trong họ Andrenidae. Loài này được Cockerell mô tả khoa học năm 1897.